# Wahlbezirk Böhmen 17
Der Wahlbezirk Böhmen 17 war ein Wahlkreis für die Wahlen zum Abgeordnetenhaus im österreichischen Kronland Böhmen. Der Wahlbezirk wurde 1907 mit der Einführung der Reichsratswahlordnung geschaffen und bestand bis zum Zusammenbruch der Habsburgermonarchie.

## Geschichte
Nachdem der Reichsrat im Herbst 1906 das allgemeine, gleiche, geheime und direkte Männerwahlrecht beschlossen hatte, wurde mit 26. Jänner 1907 die große Wahlrechtsreform durch Sanktionierung von Kaiser Franz Joseph I. gültig. Mit der neuen Reichsratswahlordnung schuf man insgesamt 516 Wahlbezirke mit je einem zu wählenden Abgeordneten, die durch Direktwahl mit allfälliger Stichwahl bestimmt wurden. Der Wahlkreis Böhmen 17 umfasste die damaligen Städte und heutigen Prager Stadtteile Nusle, Wrschowitz, Michle und Krč. Aus der Reichsratswahl 1907 ging Josef Hudec von den Tschechischen Sozialdemokraten als Sieger hervor. Bei der Reichsratswahl 1911 konnte sich hingegen Jan Vojna von der Tschechisch national-sozialen Partei gegen Hudec durchsetzen.

## Wahlen

### Reichsratswahl 1907
Die Reichsratswahl 1907 wurde am 14. Mai 1907 (erster Wahlgang) durchgeführt. Eine Stichwahl war auf Grund der absoluten Mehrheit von Hudec im ersten Wahlgang nicht notwendig.

#### Erster Wahlgang
| Kandidat                                                           | Partei                           | Wahlkreisstimmen | Prozent |
| ------------------------------------------------------------------ | -------------------------------- | ---------------- | ------- |
| Josef Hudec                                                        | Tschechische Sozialdemokraten    | 4672             |         |
|                                                                    | Tschechisch-Demokratische Partei | 2093             |         |
|                                                                    | Jungtschechen                    | 171              |         |
|                                                                    | Tschechisch-klerikale Partei     | 235              |         |
|                                                                    | Sonstige Parteien                |                  |         |
| Wahlberechtigte: 10890, Ungültige Stimmen: ?, Wahlbeteiligung: ? % |                                  |                  |         |

### Reichsratswahl 1911
Die Reichsratswahl 1911 wurde am 13. Juni 1911 durchgeführt. Die Stichwahl entfiel aufgrund der absoluten Mehrheit für Vojna im ersten Wahlgang.
| Kandidat                                                                | Partei                              | Wahlkreisstimmen | Prozent |
| ----------------------------------------------------------------------- | ----------------------------------- | ---------------- | ------- |
| Jan Vojna                                                               | Tschechisch national-soziale Partei | 5849             | 53,5 %  |
| Josef Hudec                                                             | Tschechische Sozialdemokraten       | 4926             | 45,1 %  |
| Anton Sonček                                                            | Christlichsoziale Partei            | 122              | 1,1 %   |
|                                                                         | Sonstige                            | 35               | 0,3 %   |
| Wahlberechtigte: 13.442, Ungültige Stimmen: 21, Wahlbeteiligung: 81,5 % |                                     |                  |         |